# Villefargeau
Villefargeau és un municipi francès, situat al departament del Yonne i a la regió de Borgonya - Franc Comtat. L'any 2007 tenia 840 habitants.

## Demografia

### Població
El 2007 la població de fet de Villefargeau era de 840 persones. Hi havia 335 famílies, de les quals 71 eren unipersonals (20 homes vivint sols i 51 dones vivint soles), 110 parelles sense fills, 126 parelles amb fills i 28 famílies monoparentals amb fills.
La població ha evolucionat segons el següent gràfic:
Habitants censats

### Habitatges
El 2007 hi havia 360 habitatges, 332 eren l'habitatge principal de la família, 8 eren segones residències i 20 estaven desocupats. 339 eren cases i 19 eren apartaments. Dels 332 habitatges principals, 273 estaven ocupats pels seus propietaris, 50 estaven llogats i ocupats pels llogaters i 9 estaven cedits a títol gratuït; 2 tenien una cambra, 9 en tenien dues, 31 en tenien tres, 89 en tenien quatre i 202 en tenien cinc o més. 212 habitatges disposaven pel capbaix d'una plaça de pàrquing. A 122 habitatges hi havia un automòbil i a 194 n'hi havia dos o més.

### Piràmide de població
La piràmide de població per edats i sexe el 2009 era:
| Homes | Edats   | Dones |
| ----- | ------- | ----- |
| 4     | 95 o +  | 0     |
| 4     | 90 a 94 | 8     |
| 0     | 85 a 89 | 12    |
| 0     | 80 a 84 | 4     |
| 16    | 75 a 79 | 12    |
| 12    | 70 a 74 | 16    |
| 24    | 65 a 69 | 8     |
| 16    | 60 a 64 | 8     |
| 24    | 55 a 59 | 28    |
| 52    | 50 a 54 | 32    |
| 48    | 45 a 49 | 52    |
| 36    | 40 a 44 | 48    |
| 44    | 35 a 39 | 32    |
| 24    | 30 a 34 | 44    |
| 8     | 25 a 29 | 12    |
| 32    | 20 a 24 | 12    |
| 44    | 15 a 19 | 60    |
| 24    | 10 a 14 | 36    |
| 32    | 5 a 9   | 36    |
| 36    | 0 a 4   | 8     |

## Economia
El 2007 la població en edat de treballar era de 578 persones, 414 eren actives i 164 eren inactives. De les 414 persones actives 395 estaven ocupades (195 homes i 200 dones) i 19 estaven aturades (8 homes i 11 dones). De les 164 persones inactives 84 estaven jubilades, 41 estaven estudiant i 39 estaven classificades com a «altres inactius».

### Ingressos
El 2009 a Villefargeau hi havia 362 unitats fiscals que integraven 901 persones, la mediana anual d'ingressos fiscals per persona era de 21.722 €.

### Activitats econòmiques
Dels 21 establiments que hi havia el 2007, 1 era d'una empresa de fabricació d'altres productes industrials, 7 d'empreses de construcció, 3 d'empreses de comerç i reparació d'automòbils, 1 d'una empresa d'hostatgeria i restauració, 3 d'empreses de serveis, 3 d'entitats de l'administració pública i 3 d'empreses classificades com a «altres activitats de serveis».
Dels 10 establiments de servei als particulars que hi havia el 2009, 2 eren tallers de reparació d'automòbils i de material agrícola, 2 guixaires pintors, 1 fusteria, 1 lampisteria, 1 electricista, 2 veterinaris i 1 restaurant.
L'únic establiment comercial que hi havia el 2009 era una botiga de menys de 120 m².
L'any 2000 a Villefargeau hi havia 8 explotacions agrícoles que ocupaven un total de 441 hectàrees.

## Equipaments sanitaris i escolars
El 2009 hi havia una escola elemental.

## Poblacions més properes
El següent diagrama mostra les poblacions més properes.